# Spoorwegmuseum De Mijlpaal
Het Spoorwegmuseum De Mijlpaal was tot 1 oktober 2011 een museum in de Belgische stad Mechelen. Het museum toonde het ontstaan en de ontwikkeling van de Nationale Maatschappij der Belgische Spoorwegen.

## Naamgeving
De “Mijlpaal” (een paal die de afstand in mijlen aangeeft tot de volgende mijlpaal) in Mechelen was het aftelpunt voor de Belgische spoorlijnen die op 5 mei 1835 werd ingewijd. Dat gebeurde na aankomst van de eerste trein in België van Brussel naar Mechelen.
Mechelen gold als nulpunt van de Belgische spoorwegen. De afstand werd vanaf daar tot aan de nieuw aan te leggen stations in mijlen gemeten.

## Het museum
Het museum lag op de terreinen van de Centrale Werkplaatsen Mechelen, in Mechelen gekend als de wijk het arsenaal. De naam van het museum verwijst naar de gedenkzuil die vóór het station van Mechelen is opgesteld. De mijlpaal werd in 1835 opgericht om de aanleg van de eerste spoorlijn tussen Brussel en Mechelen te gedenken. De zuil had een praktische functie: de afstand werd vanaf daar tot aan de nieuw aan te leggen stations in mijlen gemeten.
Het gebouw waarin het museum was ondergebracht, dateerde uit 1837 en was daarmee waarschijnlijk het oudste spoorweggebouw op het Europese continent.

## Bezienswaardigheden
Een pyrogravure in het museum illustreert de feestelijkheden bij het vertrek van de eerste trein vanaf Station Brussel-Groendreef naar Mechelen op 5 mei 1835. De trein stopte vóór de Leuvense vaart omdat een brug over dit kanaal nog niet aanwezig was. Die kwam er in april 1836. Ook het eerste station dat in 1888 vervangen werd door een imposant stationsgebouw was nog niet gebouwd. De inzittenden, waaronder koning Leopold I die incognito was ingestapt in Vilvoorde, werden eerst met een ponton naar de overkant van de vaart gebracht. Ze werden ontvangen op het huidige stationsplein te Mechelen.
Verder zijn er drie maquettes aanwezig die een beeld geven van Mechelen in 1835, 1885 en 1935.

### De locomotieven

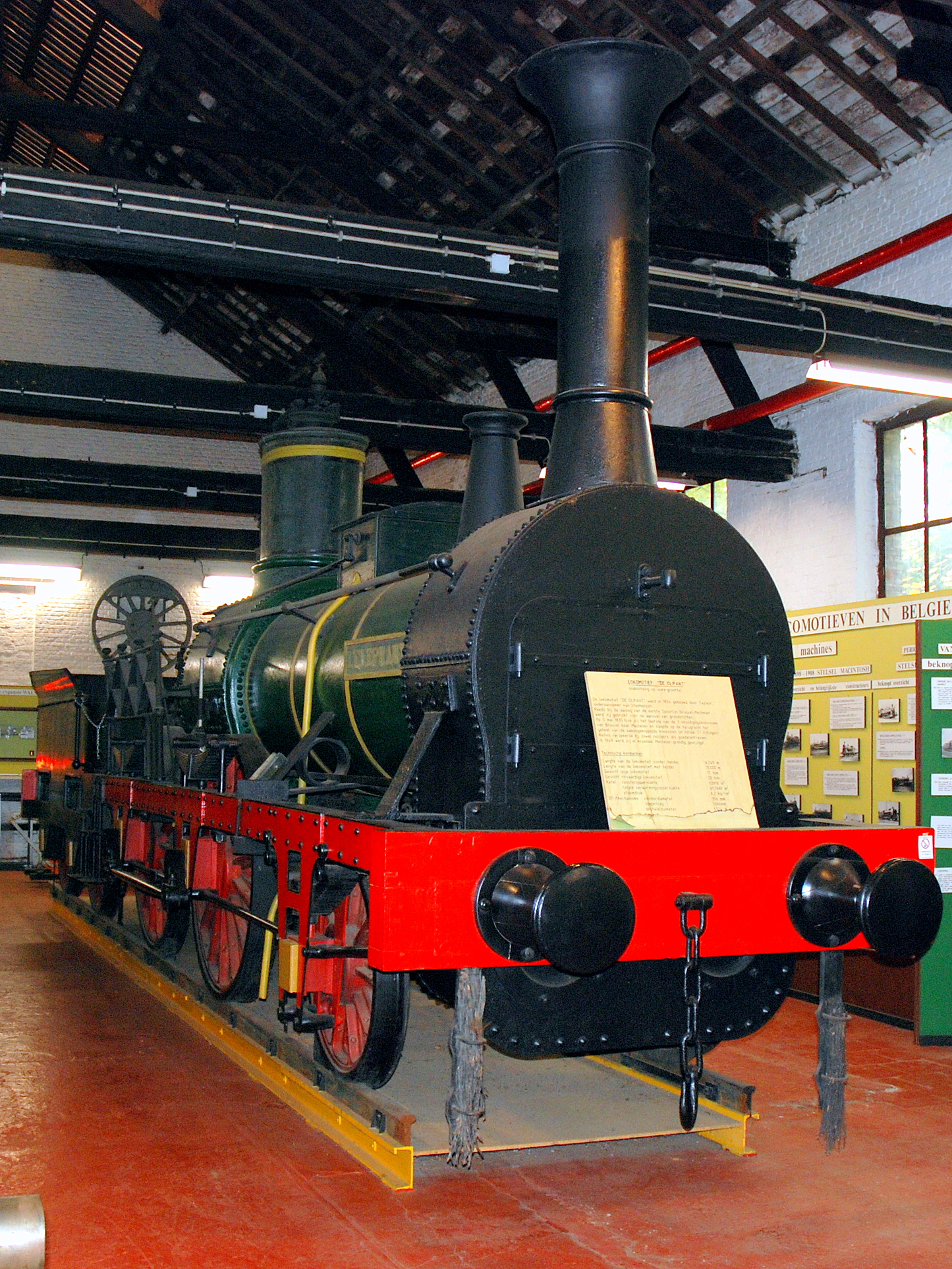
L'Eléphant

Opvallend in het museum zijn twee replica's van locomotieven op ware grootte. Ze werden in 1885 gebouwd voor de viering van het vijftigjarig bestaan van de Belgische spoorwegen.
- L'Eléphant of de Olifant, was een van de drie locomotieven die tijdens de eerste rit werden ingezet. Hij werd in 1834 gebouwd door GWR Charles Tayleur locomotives, een Engelse fabriek in onderaanneming voor Robert Stephenson and Company. Bij de aanleg van de eerste spoorlijn voerde hij bouwmaterialen aan en sleepte op 5 mei 1835 de laatste van de inhuldigingskonvooien van Brussel naar Mechelen en op de terugreis alle 27 rijtuigen. Hij werkte op een stoomdruk van 6,2 bar.
- Le Belge (de Belg), de eerste stoomlocomotief die in België door de N.V. Cockerill werd geproduceerd naar Engels model en in 1835 afgeleverd.

## Afbraak
Het museum werd gesloten op 1 oktober 2011. Het museumgebouw zal in de nabije toekomst worden afgebroken. De collectie is verhuisd naar het nieuwe spoorwegmuseum van de NMBS in Schaarbeek, Train World.

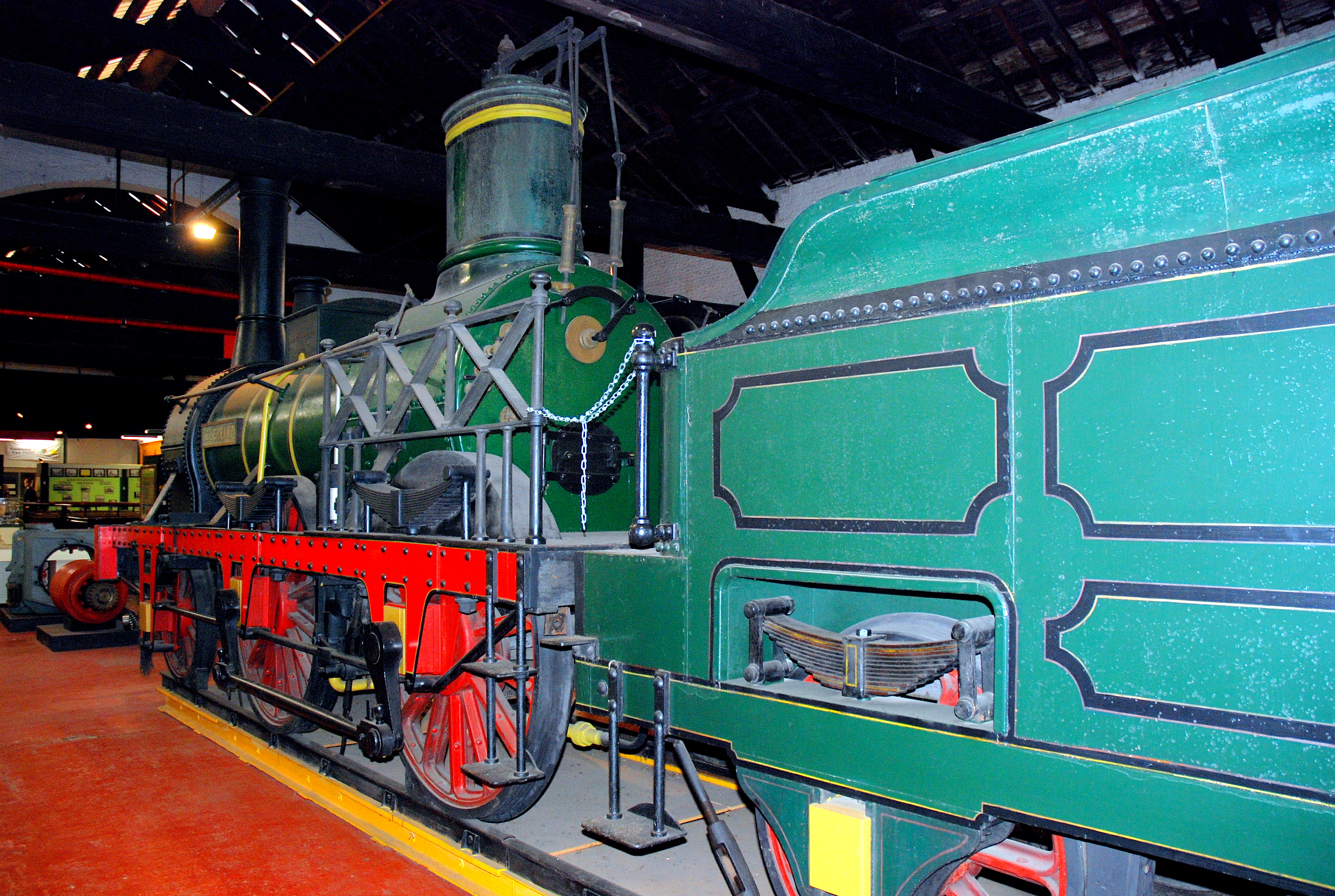
Locomotief L'Eléphant (replica) van tenderzijde.
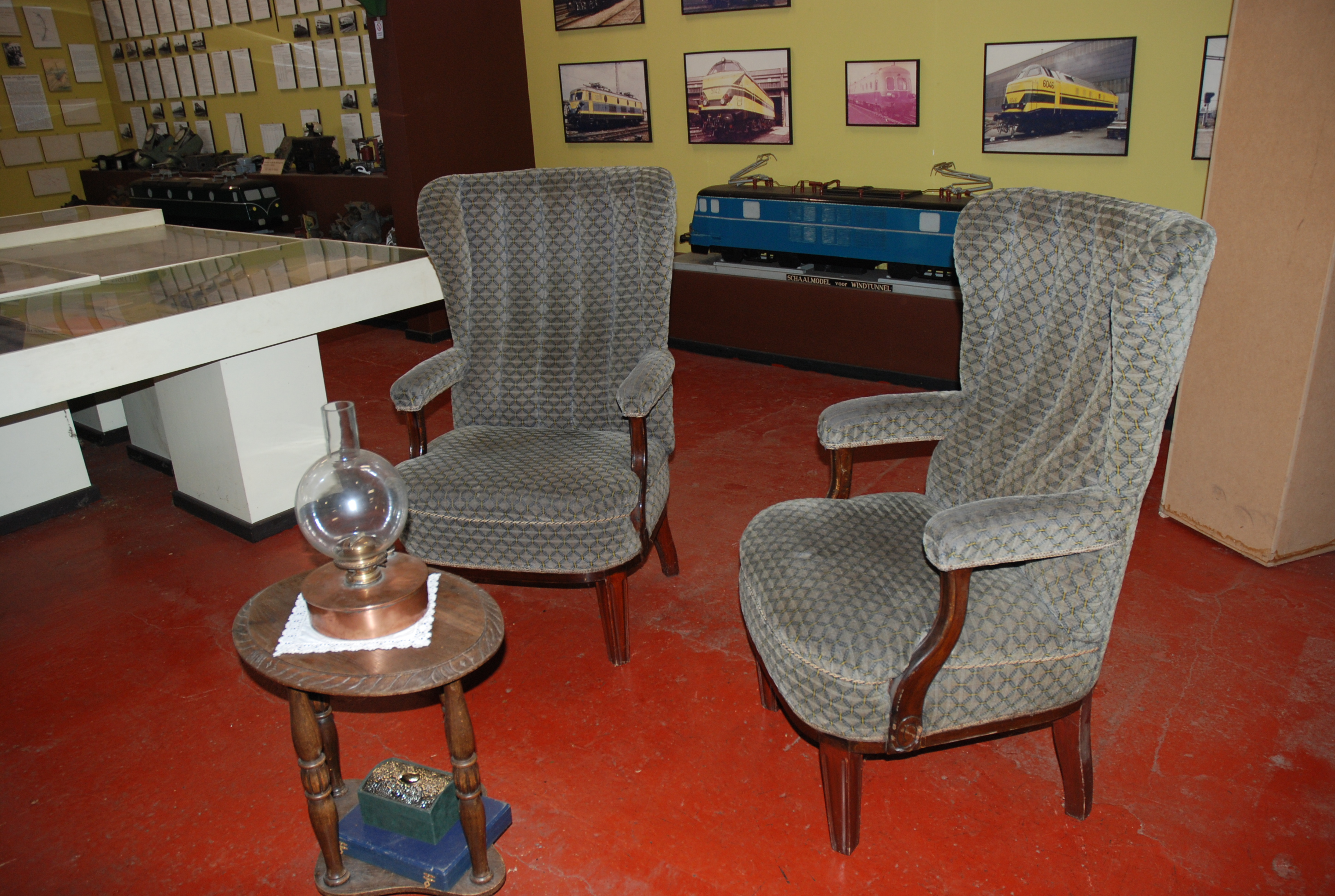
Zetels uit de Oriënt-Express in het museum.
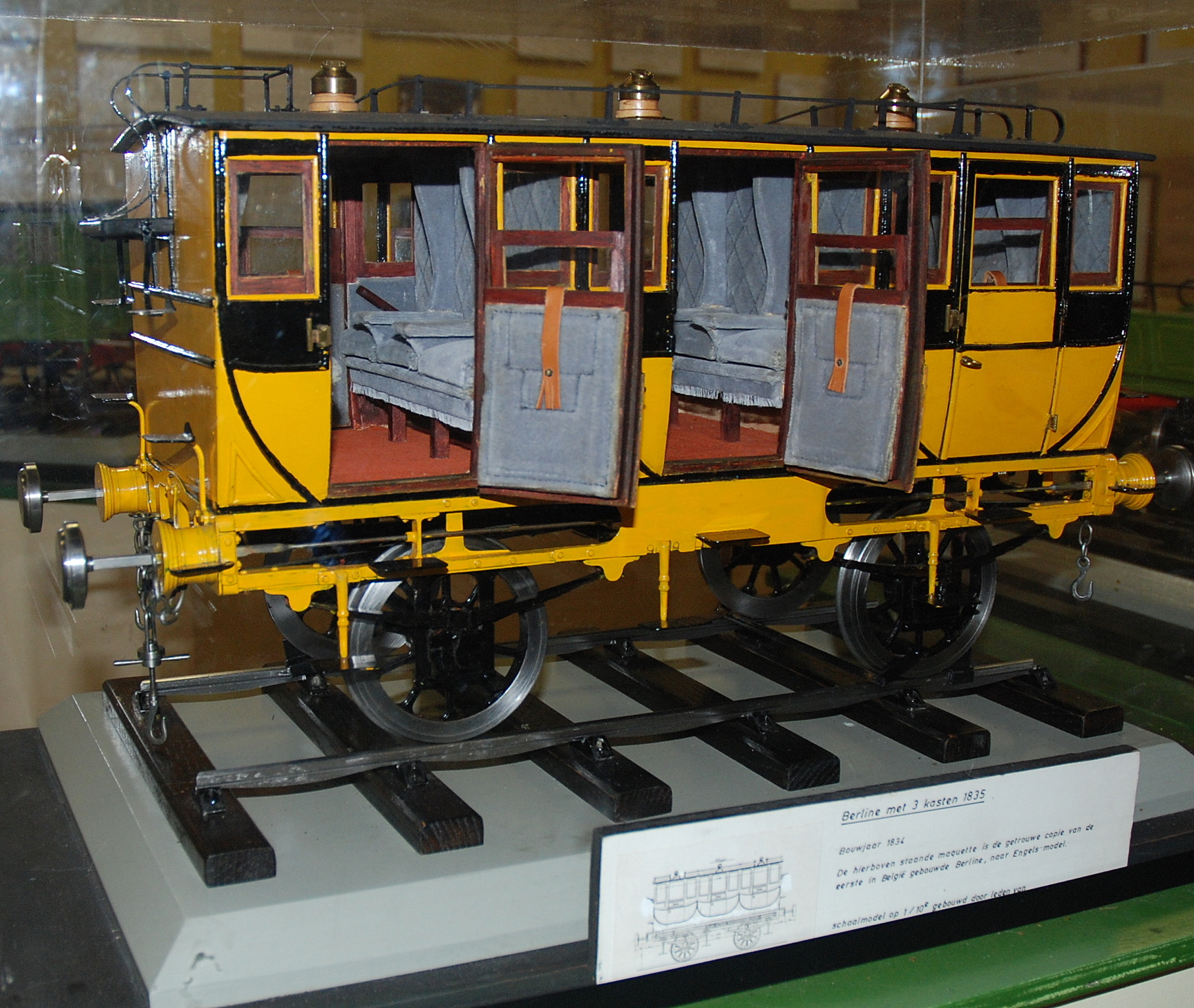
Maquette van berline uit 1835.